# Fuente del Zacatín
La fuente del Zacatín o fuente del barranco es una fuente del municipio de Colmenar de Oreja, Comunidad de Madrid, España.

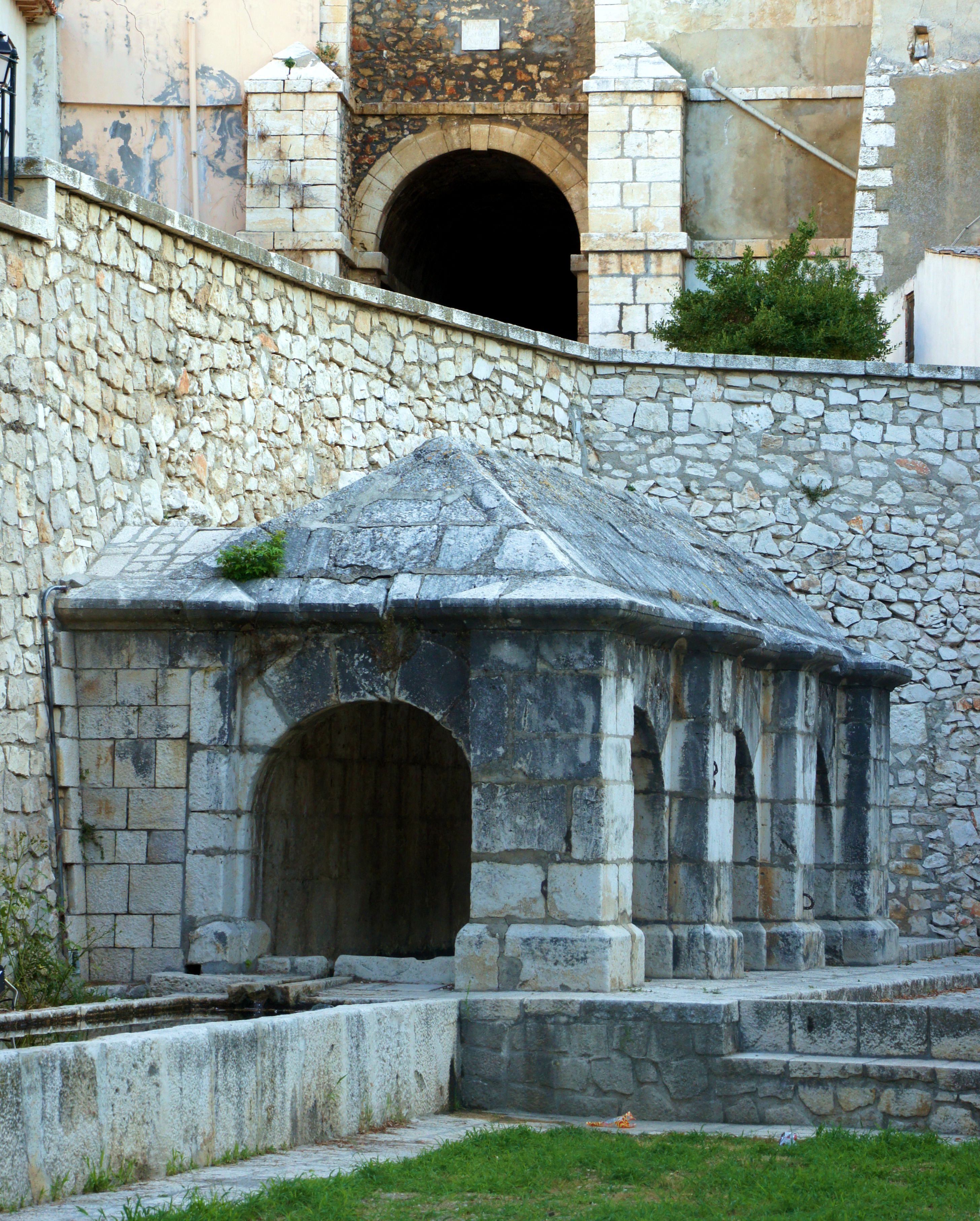
Fuente del Zacatín. Colmenar de Oreja. Comunidad de Madrid. España.

## Situación
La fuente está situada al sur de la plaza Mayor de Colmenar de Oreja (40°06′24.2″N 3°23′14.8″O / 40.106722, -3.387444), se encuentra frente al Arco de Zacatín, en la ladera del barranco que en el pasado separó el núcleo urbano de Colmenar de sus Arrabales. Se accede a la misma atravesando el túnel que, desde el Zacatín, atraviesa la Plaza Mayor, o desde la propia Plaza Mayor saliendo por el portillo de Mortal.